# Robin Fellhauer
Robin Fellhauer (* 21. Januar 1998 in Mannheim) ist ein deutscher Fußballspieler. Der Mittelfeldspieler steht bis Sommer 2029 beim FC Augsburg unter Vertrag.

## Karriere

### Verein
Nach seinen Anfängen in der Jugendabteilung des 1. FC Saarbrücken wechselte er im Sommer 2014 in die Jugendabteilung des SC Freiburg. Für seinen Verein bestritt er 21 Spiele in der B-Junioren-Bundesliga und 45 Spiele in der A-Junioren-Bundesliga, bei denen ihm insgesamt vier Tore gelangen. Im Sommer 2017 wurde er in den Kader der zweiten Mannschaft in der Regionalliga Südwest aufgenommen. Nach zwei Spielzeiten und 40 Ligaspielen wechselte er im Sommer 2019 innerhalb der Liga zur SV Elversberg und verlängerte dort Ende 2020 seinen Vertrag bis Sommer 2023.
Am Ende der Spielzeit 2021/22 gelang ihm mit seiner Mannschaft der Aufstieg in die 3. Liga. Seinen ersten Profieinsatz hatte er am 23. Juli 2022, dem 1. Spieltag, als er beim 5:1-Auswärtssieg gegen Rot-Weiss Essen in der Startformation stand. Am Ende der Saison 2022/23 stieg er mit seinem Verein in die 2. Bundesliga auf. Am 29. Juli 2023 gab Fellhauer gegen Hannover 96 sein Debüt in der zweiten Liga und behielt auch in der zweithöchsten deutschen Spielklasse seinen Stammplatz. In der Saison 2024/25  war Fellhauer Mannschaftskapitän der SV Elversberg. Aufgrund einer Sprunggelenksverletzung musste Fellhauer nach dem Spiel gegen den Hamburger SV am 26. Oktober 2024 verletzungsbedingt pausieren und kam erst wieder am 25. Januar 2025 gegen den 1. FC Köln zum Einsatz. Der Kapitän führte seine Mannschaft in der Saison 2024/25 auf den 3. Tabellenplatz und nahm an der Relegation zur Fußball-Bundesliga teil. Mit einem 2:2 im Hin- und einem 1:2 im Rückspiel gegen den 1. FC Heidenheim scheiterte Elversberg jedoch in den Aufstiegsspielen zur Bundesliga und verblieb somit in der 2. Bundesliga. Nach der Saison wechselte Fellhauer nach 178 Pflichtspielen für die SV Elversberg und einer Ablösesumme von 700.000 Euro zum Bundesligisten FC Augsburg. Dort erhielt er einen Vertrag bis Sommer 2029.

### Nationalmannschaft
Fellhauer spielte seit 2013 bislang für die deutsche U15 (zwei Spiele), die U16 (vier Spiele) und die U18 (zwei Spiele).

## Privates
Seine Zwillingsschwester Kim war als Fußballspielerin einen Großteil ihrer Karriere ebenfalls für den SC Freiburg aktiv, zu dem die beiden 2014 gemeinsam gewechselt waren. Sein Vater ist der ehemalige Spieler und jetzige Trainer Andreas Fellhauer.

## Erfolge
SV Elversberg
- Meister der 3. Liga und Aufstieg in die 2. Bundesliga: 2022/2023
- Meister der Regionalliga Südwest und Aufstieg in die 3. Liga: 2021/22
- Saarlandpokal-Sieger: 2019/20, 2020/21, 2021/22, 2022/23